# БМ-13 Катюша
БМ-13 „Катюша“ е съветска реактивна система за залпов огън (РСЗО) от периода на Втората световна война. С галеното име Катюша, дадено от редовите войници, през този период са известни всички съветски бойни машини от подобен тип (БМ-8, БМ-13, БМ-31); това име остава и след войната като нарицателно за реактивните системи за залпов огън. Най-известна от съветските „Катюши“ от Втората световна война е БМ-13.

## Създаване
Работата по създаването на РСЗО в Съветския съюз започват през 1920 г., когато е положено началото на разработването на твърдогоривни реактивни снаряди. С тази цел през 1921 г. в Ленинград е създадена Газодинамична лаборатория (ГДЛ). В нея през периода 1929 – 1933 г. се разработват и изпитват реактивни снаряди от различни калибри, използващи за гориво бездимен барут. Изпитанията се ръководят от Б. С. Петропавловски и при тях се използват многозарядни и еднозарядни наземни пускови установки. През 1934 г. ГДЛ е преместена в Москва и обединена с групата известна като ГИРД (в която работи и Сергей Корольов), изучаваща реактивното движение. Новообразуваното звено получава името РНИИ (на руски: Реактивный институт (научно-исследовательский), Реактивен институт, научноизследователски), по-късно преименуван на НИИ-3.
С доработката на създадените още през 1927 г. реактивни снаряди РС-82 (калибър 82-mm) и РС-132 (калибър 132 mm) се заема група под ръководството на Г. Е. Лангемак (работил и в ГДЛ) и през 1937 – 1938 г. тези снаряди са приети на въоръжение в съветските ВВС. Конструкторите И. И. Гвай, Ю. А. Победоносцев и А. П. Павленко от групата на Лангемак разработват Т-образни направляващи релси за реактивните снаряди, с чиято помощ те се монтират под крилата на изтребителите И-15 и И-16, намиращи се по това време на въоръжение в Червената армия. За първи път новото оръжие е използвано (успешно) по време на въздушните боеве над Халхин-Гол, Монголия, през 1939 г.
Паралелно с подготовката за използването на реактивните снаряди като оръжие за самолетите се правят проучвания за използването им и от наземни пускови установки. Решение за разработването на такава пускова установка е взето в края на 1938 г., но близо година усилията не дават задоволителен резултат, тъй като се работи по групово използване на различни установки. През 1939 г. И. И. Гвай предлага да се създаде единен залпов апарат, който да се монтира на механизирано шаси. Не след дълго се появява прототипът МУ-1 (съкратено от названието на руски език „механизированная установка, 1-й образец“), който представлява пакет от 24 направляващи двуметрови релси, монтирани перпендикулярно на шасито на камион ЗИС-5. При изпитанията се отчитат много недостатъци като голямата нестабилност и люлеене на установката при стрелба, водещи до прекомерно разсейване на попаденията; повредите по машината, нанасяни от горещите газове на излитащите снаряди; неудобното зареждане (снарядите се зареждат от предната част на направляващите); опасността за екипажа в кабината, както и ниската проходимост и устойчивост на шасито. В резултат се появява МУ-2 на шасито на триосния ЗИС-6. Артилерийската част е от осем направляващи релси (всяка е за два снаряда – един отгоре и един отдолу) с дължина 5 m, разположени по надлъжната ос на шасито. През това време се появява и доработеният за нуждите на сухопътните войски снаряд М-13 на базата на авиационния РС-132, който дотогава се използва при изпитанията (авиационият РС-82 е доработен като М-8).
В началото новото оръжие има много противници сред висшите кръгове на съветското командване. Дори през ноември 1940 г. директорът на НИИ-3 М. Слонимер е свален от длъжност заради произвеждането на първите машини (опитните образци), а в началото на 1941 г. финансирането на проекта е спряно. Въпреки това новата РСЗО преминава полигонни изпитания през март 1941 г., на които се представя доста по-задоволително, а на 18 юни 1941 г. конструкторите успяват да демонстрират творението си на прегледа на новите образци въоръжение, където прави потресаващо впечатление на присъстващите и няколко дни по-късно е приета на въоръжение под името БМ-13-16 (или БМ-13). Постановлението за пускането на новата машина в серийно производство е подписано на 21 юни 1941 г. – буквално няколко часа преди началото на Великата отечествена война.

## Бойно използване
Два дни след нахлуването на Нацистка Германия в Съветския съюз, на 24 юни, в РНИИ е получена заповед всички намиращи се там РСЗО да бъдат предадени на експериментална бойна част с командир капитан И. А. Фльоров. В нощта на 30 юни седемте съществуващи до този момент БМ-13 заминават за фронта. Установките са добре замаскирани и с тях се движат камиони с 3000 реактивни снаряда. С цел маскировка придвижването се извършва само нощем, като през деня машините са прикрити в горите, където двама от конструкторите запознават личния състав с новото оръжие и провеждат обучение по използването му, тъй като никой от войниците, начело с командира си, няма и най-малка представа от устройството и бойното използване на системата.
На 14 юли 1941 г. в хода на боевете при Смоленск, експерименталната батарея нанася удар по град Рудня, а 16 юли по железопътния възел Орша. За няколко секунди са изстреляни 112 реактивни снаряда, които превръщат железопътния възел в огнено море. Немската артилерия и авиация нанасят бързо ответен удар по позициите на батареята, над които още се стеле димът от залпа на реактивните снаряди, но благодарение на мобилността си, пусковите установки вече са далеч.
На следващия ден батареята обстрелва немска преправа през река Оршица, след което веднага се прехвърля към района на гр. Рудня, където обстановката е усложнена след немския пробив и завземането на Ярцево. Там БМ-13 изстрелват 3 залпа (336 снаряда) по походните колони на противника, след които немците два дни извозват убити и ранени. Изпълняващият длъжността командващ на Западния фронт генерал-лейтенант А. И. Ерьоменко е възхитен от качествата на новото оръжие и препоръчва бързото му пускане в масово производство.
Специално упълномощеният за проверка на действието на БМ-13 генерал-полковник от артилерията Н. Н. Воронов изпраща телеграма на Сталин:
| „ | Роман Сергеевич (от РС – реактивен снаряд) работиха вчера... днес... Резултатите от огъня са добри, на противника действат морално, силно и материално... Следва да се увеличи производството. Да се формират непрекъснато части, полкове и отделни дивизиони. Да се използват масирано и да се съблюдава максимална внезапност... | “ |
| Цитирано според Евгени Андонов, От „Катюша“ до „Смерч“. Руските реактивни системи за залпов огън. Библиотека „Клуб Оръжие“ № 29 | |   |

Огънят на новите РСЗО действително има силен ефект върху противника. Макар и не особено точни, изстрелваните едновременно реактивни снаряди за няколко секунди буквално преорават обстрелваната площ. Допълнително оглушителният вой, съпровождащ полета им, оказва силно психическо въздействие върху противниковите войници. Тези, които не загиват по време на обстрела, често не са в състояние да оказват съпротива, тъй като са оглушени и деморализирани от воя и взривовете. Има и случаи, когато немски войници, напълно дезориентирани и зашеметени от действието на мощните 132-mm снаряди, тичат към руските предни позиции, търсейки спасение. През август 1941 г. немското командване издава директива, която изисква да се докладва за всяка поява на реактивна артилерия на който и да е участък от фронта.
С този проблем се сблъскват и руските разчети, обслужващи машините. Ето какво си спомня И. Д. Дунаев, командир на БМ-13 от 1941 г. до края на войната:
| „                         | Когато за първи път видях тази машина в завод „Сталин“, тя ми се стори странна грамада. Уж камион като камион, но отгоре незнайно защо някакви релси наставени. Когато се наложи да изпитаме това чудо на техниката в боевете при Москва, аз дори не си представях колко всъщност е шумна. Признавам си честно, че след първия залп панталоните ми бяха мокри от страх. Това го казвам напълно сериозно. Около седмица свиквахме със свистенето на снарядите и всепоглъщащия грохот. | “ |
| >РИА Новости, 21 юни 2006 | |   |

Подразделенията, въоръжени с РСЗ, се използват повсеместно и масово на всички фронтове по време на Втората световна война. Първите 8 полка от по 36 машини са сформирани на 8 август 1941 г. През есента на 1941 г. половината (33 дивизиона) от състава на наличната реактивна артилерия е съсредоточена на направленията, отбраняващи Москва. Към края на 1942 г. в Съветската армия има 57 полка (216 батареи) реактивна артилерия (от тях 56 % са БМ-13). Само за щурма на Берлин в края на войната са съсредоточени 1260 мобилни РСЗО. Към края на войната в действащата армия има 40 отделни дивизиона, 105 полка, 40 бригади и 7 дивизии реактивна артилерия.
За периода на Втората световна война са произведени 6800 установки БМ-13, от които са загубени 3400.

## Гвардейски минометен полк
Още през август 1941 г. се създават първите полкове на реактивната артилерия и се определя тяхната структура и личен състав. Един полк се състои от три дивизиона, всеки дивизион от три батареи, като във всяка има по четири машини БМ-13. В състава на полка влиза и един противовъздушен артилерийски дивизион от 12 37-mm зенитни оръдия. Личният състав наброява 1414 души. Залпът на полка е от 576 снаряда, поражаемата площ с един залп – над 100 ha или 1 km².
Още при създаването си подразделенията получават почетното име „Гвардейски“ – пълното им название е „Гвардейски минометни полкове от артилерията на Върховното Главно Командване“. Званието „Гвардейски“ обикновено се дава на бойни части, проявили се в тежки боеве. С това име още веднъж се подчертава значението, което им се придава от висшето командване, така недолюбващо ги в началото. В полковете няма редници – личният състав се набира от слушатели във Военната артилерийска академия „Дзержински“ (офицерския състав) и курсанти от Първо Московско Червенознаменно училище „Л. Красин“. Най-ниският чин е сержант.

## Описание и тактико-технически характеристики
Устройството на БМ-13 е относително просто. Състои се от шаси на камион ЗИС-6 (впоследствие и други машини), на което е монтиран пакетът от 8 направляващи релси, като всяка направляваща е пригодена за изстрелването на два снаряда. Теглото на установката е 7200 kg без снаряди и 7880 kg заредена. Максималната ѝ скорост е 50 km/h. Конструкцията на пусковата установка позволява придвижване в заредено състояние със скорост до 40 km/h и бързо преминаване от походно в бойно положение – фактори, осигуряващи внезапността на огневите удари.
Артилерийската част изстрелва 16 132-mm реактивни снаряда М-13 с тегло 42,5 kg в залп, чиято продължителност е 7 – 10 s. Ъгълът на насочване по вертикала е от 7° до 45°, а по хоризонтала – 20°. Далечината на стрелбата достига до 8470 m.
Във всяка бойна машина има сандък с взривно вещество и бикфордов фитил, който се използва в случай на опасност от пленяване на машината – тогава екипажът е длъжен да я взриви.

## Модификации
- БМ-13Н – До средата на Великата Отечествена война пусковите установки се монтират на най-различни превозни средства, като се сглобяват директно върху шаситата (което увеличава трудоемкостта и времето за производство). Съществуват над десет разновидности на БМ-13 на камиони от типовете „Остин“, „Форд-Мормон“, „Бедфорд“ и др., доставяни по програмата „Ленд-лийз“. Това затруднява обучението на разчетите и усложнява експлоатацията на бойната част и затова през април 1943 г. е приета на въоръжение унифицираната пускова установка БМ-13Н (Н – Нормализованная, „Нормализирана“). Всички възли на артилерийската част се унифицират и се разработва нова, единна за всички рамка. Артилерийските части вече се сглобяват отделно и после само се монтират върху шаситата. Това намалява трудоемкостта, както и цената с 20%, намалено е и теглото с 250 kg. Освен това се взема решение за шаси на пусковите установки да бъдат използвани доставяните по „Ленд-лийз“ американски камиони Studebaker US6, отличаващи се с по-голяма надеждност, устойчивост и високопроходимост. Бронирани са кабината, горивния резервоар и бензинопровода. От тази модификация са произведени около 1800 машини.

- БМ-13СН – Модификация със спираловидни направляващи, което чувствително подобрява точността на стрелбата.

## Име
Има различни версии за произхода на името „Катюша“. Според една от тях името идва от маркировката „КАТ“ („Костикова автоматический термитный“ – [конструкция на] Костиков, автоматичен, термитен) на използваните реактивни снаряди. Според друга – от буквата „К“, знак на завода „Коминтерн“ (където започва производството на катюшите), с която са маркирани първите серийни машини. През това време е много известна и песента Катюша от М. И. Блантер, което също способства за бързото налагане на името.
Официалното обозначение на машината – БМ-13-16 се разшифрова както следва: БМ – Боевая Машина (бойна машина), 13 – от името на използваните снаряди М-13, чийто приблизителен калибър е 13 сантиметра, 16 – брой на снарядите в залпа.
Прозвището, което немските войници дават на системата, е „Органът на Сталин“ (на немски: „Stalinorgel“), визирайки звука, издаван от летящите снаряди, както и донякъде външния ѝ вид.

## Неизвестни около първия залп на БМ-13
Според официалната съветска история, другият залп на легендарната „Катюша“ е даден по струпване на немски ешелони с войска, техника и боеприпаси на железопътния възел Орша. Напоследък в някои руски издания се промъкват въпроси около този първи залп и по-точно по кого (по какво) са стреляли катюшите. Авторите не оспорват мястото и времето на използването на БМ-13, но смятат, че ешелоните, които са на Оршенския жп възел, не са германски, а... руски, изоставени при паническото отстъпление. Според тях не е възможно германците да са завзели Орша през нощта на 16 юли (според официалната история) и на сутринта, когато е издадена заповедта за артилерийския удар, генерал Г. С. Кариофили (издал заповедта) вече да знае, че там има струпване на вражески ешелони. Още повече, че според заповедите обектите, които се налага да бъдат изоставени, трябва да бъдат разрушавани, за да не попаднат в ръцете на врага. Това важи с особена сила за железопътната инфраструктура.
Предположението е, че жп възел Орша не е взривен при отстъплението и на него са изоставени железопътни състави с материали, които не е трябвало да попадат в ръцете на немците. 